# Trichocerca insulana
Trichocerca insulana is een raderdiertjessoort uit de familie Trichocercidae. De wetenschappelijke naam van deze soort is voor het eerst geldig gepubliceerd in 1937 door Hauer.